# Zhangjia (köping i Kina, Guangxi, lat 24,59, long 110,85)
Zhangjia (kinesiska: 张家镇, 张家) är en köping i Kina. Den ligger i den autonoma regionen Guangxi, i den södra delen av landet, omkring 320 kilometer nordost om regionhuvudstaden Nanning. Antalet invånare är 36175. Befolkningen består av 17 154 kvinnor och 19 021 män. Barn under 15 år utgör 19,0 %, vuxna 15-64 år 69 %, och äldre över 65 år 11,0 %.
Genomsnittlig årsnederbörd är 2 243 millimeter. Den regnigaste månaden är juni, med i genomsnitt 464 mm nederbörd, och den torraste är oktober, med 47 mm nederbörd.